# Conservatoire Lassalle
Le Conservatoire Lassalle était un établissement d'enseignement collégial privé de Montréal, fondé en 1907 et qui a fermé ses portes en 2016. Il offrait des programmes préuniversitaires en Arts, lettres et communication, Danse, Sciences humaines et Arts visuels (DEC) et trois programmes techniques sanctionnés par une Attestation d'études collégiales (AEC), soit Communication et médias, Technique et pratique vidéo et Relations publiques.

## Histoire du Conservatoire Lassalle
Ce conservatoire, fondé par deux comédiens français (Eugène Lassalle et sa femme Louise Larcey - de son vrai nom Louise Landreau), a eu un rôle prédominant dans la formation des acteurs de Montréal et du Québec des années 1910 jusqu'au milieu des années 1960.
Le 1er décembre 1906, Eugène Lassalle fonde le conservatoire qui porte son nom. Les classes d’art dramatique et d’art oratoire s’organisent : Louise Larcey s’occupe des classes des Jeunes et Eugène Lassalle dirige les classes des Adultes. En mars 1908, il innove en montant la pièce «Athalie» de Jean Racine, avec une troupe entièrement canadienne-française jouant comme une véritable troupe professionnelle; c’était une première au Canada.
Le 8 avril 1908, le Conservatoire Lassalle est incorporé et reconnu d’utilité publique par le gouvernement de la Province de Québec et par le ministère des Affaires étrangères de France à titre d’école nationale d’élocution française. Le Conservatoire Lassalle devenait ainsi la première école d’art dramatique et de diction subventionnée à Montréal.
Plusieurs générations d'artistes et de comédiens importants de l'histoire du théâtre et de la variété au Québec ont fait un séjour au Conservatoire Lassalle, tels Albert Duquesne, Paul Gury, Honoré Vaillancourt, Camille Ducharme, Pierrette Alarie, Germaine Giroux et Antoinette Giroux, Paul Berval, Roger Garceau, Lorraine Pintal, Jean Duceppe, Gratien Gélinas et Janine Sutto. Jeanne Maubourg et Henri Poitras y furent professeurs. Suzanne Paquette-Goyette a marqué cette institution puisqu'elle y a enseigné pendant 50 ans et en a été la directrice pendant 25 ans.
En 1964, les petites-filles du fondateur, Michelyne Landreau et Nicole Germain, qui a connu une carrière exceptionnelle à la radio et de la télévision, faisaient du Conservatoire Lassalle une organisation sans but lucratif dirigée par un conseil d’administration.
De 1920 à 1972, le Conservatoire Lassalle a été une école affiliée à l’Université de Montréal; on décernait des diplômes universitaires aux élèves adultes ayant complété quatre années d’études. Avec l’obtention du diplôme universitaire, les élèves pouvaient faire une demande de brevet d’enseignement pour devenir professeur affilié au Conservatoire Lassalle; ce brevet d’enseignement était reconnu partout au Québec.
En 1972, le Conservatoire Lassalle inaugurait le programme collégial préuniversitaire Sciences de la parole faisant du théâtre et de la communication, matières dispensées au Conservatoire Lassalle depuis sa fondation, les éléments spécifiques d’une formation originale et unique. Encore aujourd'hui, le Conservatoire est le seul établissement du réseau collégial québécois à offrir cette formation mixte.
Puis, c'est en 2000 que le programme préuniversitaire "Arts et Lettres" a été créé. Le Conservatoire offre dès lors quatre profils d'études: Communication, Théâtre-Jeu, Sciences de la Parole et Photographie et cinéma.
Toutefois, le Conservatoire a perdu sa place unique et centrale au niveau de la formation en théâtre à Montréal et au Québec, depuis une quarantaine d'années, soit depuis l'apparition de nombreuses autres écoles de formation en théâtre.
En juin 2016, après que le nombre d'inscriptions de nouveaux étudiants a baissé de 50% en trois ans, le Conservatoire Lassalle annonçait sa fermeture.